# Agrostis dimorpholemma
Agrostis dimorpholemma là một loài thực vật có hoa trong họ Hòa thảo. Loài này được Ohwi mô tả khoa học đầu tiên năm 1941.